# طاهر بن حزم
طاهر بن حزم، من أهل سرقسطة. سمع من عبد الله بن محمد بن الخشاب السرقسطي، وأحمد بن أيمن الطرطوشي. وسمع بقرطبة من عبيد الله بن يحيى وغيره. وكان ورعاً فاضلاً، أثنى عليه العائذي وأخبر ببعض أمره. قال أبو زكرياء يحيى بن مالك بن عائذ: «قتل طاهر بن حزم، ويحيى بن عائذ، استشهدا في غزاة بيغش في طريق برشلونة». وقال أبو زكريا: «كان طاهر بن حزم خال أبي. وكان يحيى بن عائذ على أخت طاهر بن حزم وهي عائشة بنت حزم». وحج طاهر، ويحيى بن عائذ ودخلا بغداد وسمعا العلم وعمرا في الإسلام نحوا من 80 سنة. فكانت صحبتهما واحدة، ورحلتهما إلى المشرق واحدة، وسماعهما واحد. وكانا متدينين، واستشهدا جميعا. ووجد حواليهما في المعترك نحو من ثلاثين قتيلا.